# 马塞洛·韦尔塔斯
马塞洛·“马塞利尼奥”·铁波·韦尔塔斯（葡萄牙語：Marcelo "Marcelinho" Tieppo Huertas；1983年5月25日—），巴西籃球運動員。他曾經效力於NBA球隊洛杉磯湖人。他在2011年8月9日加入巴塞羅那。他也代表巴西國家籃球隊參賽。